# Basidiodendron radians
Basidiodendron radians är en svampart som först beskrevs av Rick, och fick sitt nu gällande namn av P. Roberts 2001. Basidiodendron radians ingår i släktet Basidiodendron, ordningen Auriculariales, klassen Agaricomycetes, divisionen basidiesvampar och riket svampar.   Inga underarter finns listade i Catalogue of Life.